# Томашівка (Джанкойський район)
Томаші́вка (крим. Tomaşivka, також раніше Ас-Найма́н, крим. As Nayman) — село Джанкойського району Автономної Республіки Крим. Населення становить 293 особи. Орган місцевого самоврядування — Цілинна сільська рада. Розташоване на північному заході району.

## Географія
Томашівка — село на північному заході (найзахідніше село району), в степовому Криму, на березі Айгульского озера (системи Сивашу), біля кордону з Красноперекопським районом, висота над рівнем моря — 7 м.
Найближчі села: Цілинне — за 5,5 кілометра на південний схід і Богачівка Красноперекопського району — за 5 км на південь. Відстань до райцентру — близько 43 кілометрів на північний захід, найближча залізнична станція — Пахарівка (на лінії Джанкой — Армянськ) — близько 19 км.

## Історія
За наявними даними, село засноване в 1926 році. В той же час, згідно з  «… Пам'ятною книгою Таврійської губернії за 1900 рік», в Військовій волості Перекопського повіту значилося село Ас-Найман, воно ж Тимошівка, з 66 мешканцями в 10 дворах. За Статистичним довідником Таврійської губернії. Ч.1-а. Статистичний нарис, випуск четвертий Перекопський повіт, 1915 рік, хутір Тимошівка, або Асс-Найман, значився в Військовій волості Перекопського повіту .
Після встановлення в Криму Радянської влади, за постановою Кримревкома від 8 січня 1921 року № 206 «Про зміну адміністративних кордонів» була скасована волосна система і в складі Джанкойського повіту (перетвореного з Перекопського) був створений Джанкойський район. У 1922 році повіти перетворили в округи. 11 жовтня 1923 року, згідно з постановою ВЦВК, в адміністративний поділ Кримської АРСР були внесені зміни, в результаті яких округи були ліквідовані, основною адміністративною одиницею став Джанкойський район і село включили до його складу. Згідно Списку населених пунктів Кримської АРСР за Всесоюзним переписом від 17 грудня 1926 року , в селі Тимошівка, Ас-Найманської сільради Джанкойського району, значилося 27 дворів, все селянське, населення становило 120 осіб, з них 105 німців, 6 росіян, 4 українці, діяла німецька школа.